# Tự kiểm tra khi nguồn bật
Trong BIOS của kiến trúc máy tính IBM PC, chức năng tự kiểm tra khi nguồn bật hay POST, viết tắt của chữ tiếng Anh Power-On Self Test, là việc đầu tiên BIOS làm khi nó khởi động máy tính.
POST được xây dựng sẵn là một chương trình máy tính để kiểm tra phần cứng, đảm bảo mọi thứ sẵn có và đảm bảo chức năng của mình, trước khi BIOS bắt đầu khởi động. POST chạy nhanh và thông thường không thông báo kết quả kiểm tra, ngoại trừ trường hợp nó gặp vấn đề. Nếu POST gặp phải trục trặc, khi bật máy, máy sẽ phát ra tiếng bíp và sau đó dừng, không tiếp tục khởi động. Loa được sử dụng vì kiểm tra này được thực hiện trước khi màn hình nhận tín hiệu. Những mẫu tiếng bíp được sử dụng để chẩn đoán các vấn đề phần cứng của máy tính. Các mẫu này phụ thuộc nhà sản xuất BIOS, ví dụ Award hay AMI BIOSes.
Một số lỗi POST được coi là lỗi không sửa được, một số khác thì vẫn sửa được. Lỗi không sửa được (fatal) sẽ ngắt quá trình khởi động ngay lập tức (ví dụ không tìm thấy bộ nhớ hệ thống). Thực tế, hầu như lỗi khởi động POST là lỗi không sửa được.
POST còn được sử dụng trong việc phát hiện các sự cố mở rộng cho PC. Các tín hiệu BIOS gửi ra khi gặp các vấn đề mở rộng có thể được dùng để "gỡ rối vấn đề" bằng giao tiếp gỡ rối. Giao tiếp này đặt tai khe ISA và chấp nhận mã gỡ rối do BIOS gửi tới địa chỉ vào/ra đặc biệt, sử dụng là 80h. Giao tiếp hiển thị những mã này và nơi POST dừng nếu nó tìm ra vấn đề. Giao tiếp này thường được thiết kế chỉ dành cho người sửa chữa PC bị lỗi nghiêm trọng hoặc một số người làm nhiều về hệ thống máy tính.